# Hendrik Reiher
Hendrik Reiher (Eisenhüttenstadt, 25 gennaio 1962) è un ex canottiere tedesco.

## Palmarès

### Olimpiadi
- 2 medaglie:
  - 1 oro (Seul 1988 nel quattro con[1])
  - 1 argento (Barcellona 1992 nel quattro con[2])

### Mondiali
- 7 medaglie[1]:
  - 3 ori (Nottingham 1986 nel quattro con; Copenaghen 1987 nel quattro con; Tasmania 1990 nel quattro con)
  - 3 argenti (Monaco di Baviera 1981 nel due con; Lucerna 1982 nel due con; Duisburg 1983 nell'otto)
  - 1 bronzo (Hazewinkel 1985 nel quattro con)

### Giochi dell'Amicizia
- 1 medaglia[1]:
  - 1 bronzo (Mosca 1984 nel due con)